# Inga multijuga
Inga multijuga ist eine Baumart aus der Unterfamilie der Mimosengewächse (Mimosoideae). Sie ist in Mittel- und Südamerika beheimatet.

## Beschreibung
Inga multijuga ist ein bis zu 20 Meter hoher Baum mit graubrauner Rinde und rostrot flaumig behaarten Zweigen. Die kurz steif behaarten Blätter sind sieben- bis zehnfach paarig gefiedert, die Blättchen elliptisch, länglich-rund elliptisch oder verkehrt lanzettlich. Das äußerste Blättchenpaar ist 9,6 bis 15,2, selten ab 7 Zentimeter lang und 3 bis 5,2, selten 2,5 bis 6 Zentimeter breit, das innerste 3,6 bis 7 Zentimeter lang und 2,1 bis 3,3 Zentimeter breit.
Die Blattrhachis ist 7 bis 16,5 Zentimeter lang, ungeflügelt und im Querschnitt zylindrisch. Die Drüsen sind groß und tellerförmig. Die Nebenblätter sind 1,5 bis 2 Millimeter lang und hinfällig.
Die Blütenstände sind dichte Ähren, die den Blattachseln entspringen und einzeln oder in Gruppen stehen. Der Schaft ist 1,5 bis 5,5 Zentimeter lang, die feinflaumig behaarte Rhachis 1,5 bis 2 Zentimeter lang. Die Blüten sind ungestielt, grünlich, die Staubblätter weiß. Die Früchte sind glänzend, gerade oder gebogen, 15 bis 26 Zentimeter lang und 1,5 bis 3,5 Zentimeter breit.

## Verbreitung
Inga multijuga ist heimisch von Mexiko bis Venezuela und Ecuador.

## Systematik und Botanische Geschichte
Die Art wurde 1875 von George Bentham erstbeschrieben.

## Nachweise
- Anton Weber, Werner Huber, Anton Weissenhofer, Nelson Zamora, Georg Zimmermann: An Introductory Field Guide To The Flowering Plants Of The Golfo Dulce Rain Forests Costa Rica. In: Stapfia. Band 78, Linz 2001, S. 281, ISSN 0252-192X / ISBN 3854740727, zobodat.at [PDF]